# クマのプーさん
『クマのプーさん』（英: Winnie-the-Pooh）は、1926年に発表されたA・A・ミルンの児童小説 。クマのぬいぐるみでハチミツ好きの「プー」と、森の仲間たちとの日常が10のエピソードによって描かれている。
1928年には同様の構成をもつ続編『プー横丁にたった家』も発表された。『クマのプーさん』のシリーズはこの二つの物語集と、その前後に発表された二つの童謡集『ぼくたちがとてもちいさかったころ』『ぼくたちは六歳』の計4冊からなっており、挿絵はいずれもE.H.シェパードが手がけている。
A.A.ミルンはこの作品を自身の息子クリストファー・ロビン・ミルン(英語版)が持っていたテディ・ベアから着想した。この児童小説とそのキャラクターは発表当時からひろく人気を集め、多数の言語に翻訳されて、いまなお世界中で読み継がれている。
1960年代からはディズニーによって一連のくまのプーさんシリーズのアニメーションが作られ、原作の知名度に大きく貢献した。ディズニー版では「Winnie the Pooh」とハイフンが脱落した表記が使われており、日本では「くまのプーさん」の表記が作品・キャラクター双方で用いられている。
2025年現在、著者死去以降の著作権保護期間が満了し、同作やそのキャラクターを基にした映画などの作品がディズニー以外でも製作されるようになった。

## 成立

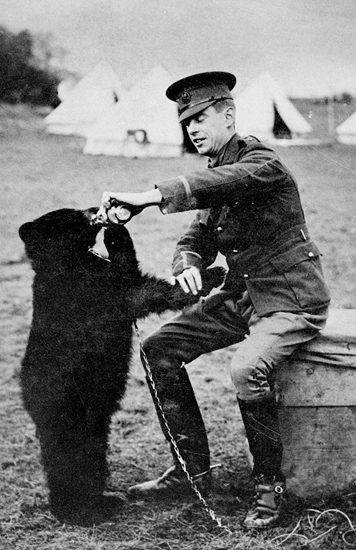
「ウィニー・ザ・プー」の名前の元となったカナダマニトバ州ウィニペグから来た熊の「ウィニー」と、元の飼い主のコルバーン中尉

『クマのプーさん』は1926年、作者A.A.ミルンが40代のときに刊行された。ミルンはすでに風刺雑誌『パンチ』の副編集長および同誌で活躍するユーモア作家としてのキャリアを経ており、1924年に子供向けの著作としてはじめて手がけた童謡集『ぼくたちがとてもちいさかったころ』（When We Were Very Young）が高い評価を受けていた。
この童謡集は当時3歳だった自分の息子クリストファー・ロビン・ミルンのためにつくった童謡をあつめたもので、のちに「プー」となる彼のテディベアも「エドワード・ベア」の名称で「テディ・ベア」という詩のなかで顔を見せている（この詩の初出は『パンチ』1924年2月号）。クリストファーがもう少し成長すると、ミルンは息子のために彼の持つぬいぐるみたちが活躍する物語を構想し、これが『クマのプーさん』のかたちをとった。
ミルン家のテディベアは、もともとベア、テディ、エドワード・ベア、ビッグ・ベアなどさまざまな呼ばれ方がされていたが、これがさらに「ウィニー・ザ・プー」という名称を持つに至ったいきさつは本作品の序文に書かれている。まず「ウィニー」は、当時ロンドン動物園で公開され人気を集めていたカナダマニトバ州ウィニペグから来た雌のクロクマ「ウィニー」にちなんでいる。もともとは女性名であり、物語の冒頭では語り手がクリストファー・ロビンに“But I thought he was a boy?” （彼は男の子だと思ってたんだが）と問いかけるシーンがある。「プー」のほうは、もともとはミルン親子がたびたび訪れていたウェスト・サセックスのポーリングにいた白鳥につけられていた名前であった。この白鳥の「プー」も『ぼくたちがとても小さかったころ』の中の詩「かがみ」にその名前で登場している。

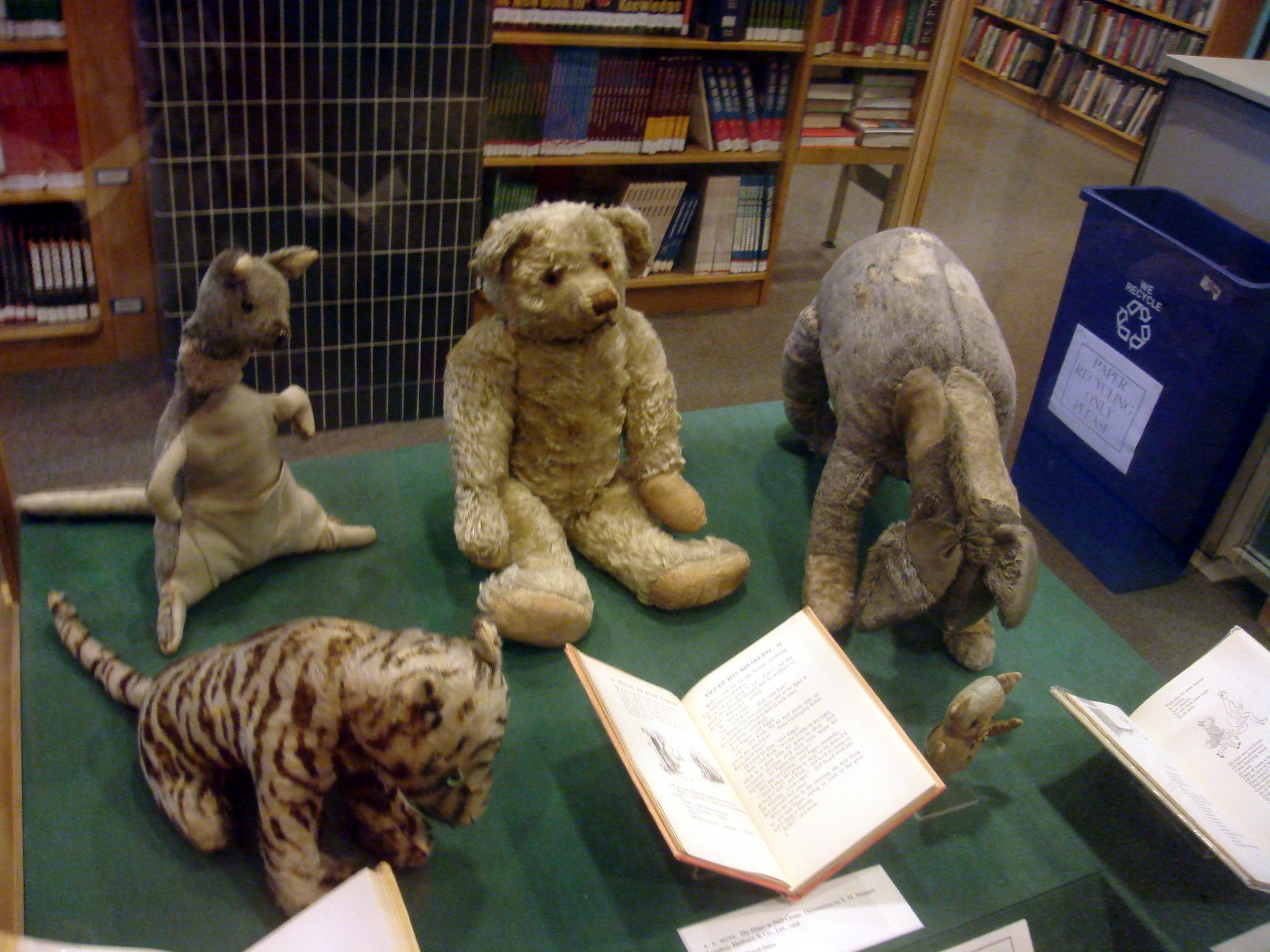
作中のキャラクターのもとになったぬいぐるみたち。後列左からカンガ、プー、イーヨー、前列左からティガー、ピグレット。カンガの子供「ルー」は、ミルン家が所持していたときに紛失してしまっている。また「プー」の挿絵のほうのモデルとなった「グロウラー・ベア」も現存しない。

のちに「プー」となるこのファーネル社製のテディ・ベアは、1921年、クリストファーが1歳のときに誕生日プレゼントとしてハロッズで購入されたものであった。他のキャラクターのうち、ロバのイーヨーは同年のクリスマスプレゼントとして、子豚のピグレットは隣人からプレゼントされてクリストファーに与えられていた。執筆が進むと、ミルンは物語に登場させるために新たにカンガルーの親子カンガとルー、トラの子供ティガーのぬいぐるみをハロッズで購入した。登場キャラクターのうち特定のモデルが存在しないのはフクロウのオウルとウサギのラビットだけである。キャラクターのモデルとなったこれらのぬいぐるみは、ミルンによる「出生証明書」付きで、アメリカ合衆国で長年のあいだ巡回展示が行われたのち、1987年よりニューヨーク公共図書館にて展示保存されている。
これらのぬいぐるみたちに声と性格を与えたのは、ミルンの妻、すなわちクリストファーの母親、ダフネであった。ぬいぐるみたちと一人遊びをするクリストファーに母親が加わることによって、ぬいぐるみたちに生命が吹き込まれていった。ミルンは自分はこうして生み出されたキャラクターをありのまま描写しただけだと記している。
物語の舞台は、サセックス州に実在する田園地帯アッシュダウンの森をモデルにして描かれている。ミルンは1924年夏、息子が4歳のときに、この地の北のハートフィールド近郊に建てられていた古農家コッチフォード・ファームを買い取って別荘とした。そして改修が済んだ1925年以降、毎週末や復活祭、夏季休暇などのたびに妻子と乳母の4人でこの地を訪れており、クリストファーはいつもぬいぐるみたちを連れてきていた。作品が有名になって以降、アッシュダウンの森は『プーさん』の愛読者が訪れて物語を追体験する観光地となっている（#文化的遺産参照）。

### 挿絵
『クマのプーさん』シリーズの挿絵は、ミルンの古巣である『パンチ』の画家E.H.シェパードが手がけている（ただし、シェパードが『パンチ』に描くようになったのはミルンが『パンチ』を抜けてからである）。最初にシェパードがミルンの挿絵を手がけたのは、『ぼくたちがとてもちいさかったころ』の出版に先立ち、そのうちの数編が『パンチ』に掲載されたときで、この際にシェパードが挿絵画家として抜擢されることになった。ミルン自身はもっと名のある画家に頼みたいと思っていたため、当初はこの決定に不満を持っていたが、出来上がった挿絵を見て、自分の作品に挿絵を描いて成功する者はシェパードをおいて他にないと確信したという。実際シェパードの挿絵は、『プーさん』の物語世界と非常に合ったものとして、現在では『不思議の国のアリス』のために描かれたジョン・テニエルの挿絵と並ぶ評価を受けている。
『クマのプーさん』出版の際には、シェパードはミルンの家に招かれ、キャラクターのモデルとなったぬいぐるみたちをさまざまな角度から丁寧にスケッチして挿絵の準備をしている。ただし「プー」だけは、ミルン家のテディベアのスケッチも取っていたものの、結局描きなれていた自分の息子グレアム所有のよりずんぐりした体型のテディベア「グロウラー（うなりや）・ベア」のほうをモデルにして描くことになった。「グロウラー」はおそらくシュタイフ社製で、『ぼくたちがまだとてもちいさかったころ』の挿絵のほか、それ以前のシェパードによる『パンチ』寄稿作品にも何度か登場している。シェパードはまたミルンの別荘コッチフォード・ファームにも家族ぐるみで招かれ、この地を散策して物語の舞台のスケッチを取った。これらのシェパードのスケッチの大部分は、1969年にロンドンのヴィクトリア&アルバート博物館に寄贈されている。
後年、シェパードは『クマのプーさん』『プー横丁にたった家』の自身の挿絵に彩色をほどこしている。この彩色版は1970年に出版され、その後ひろく使用されるようになった。またシェパードは、もとの挿絵ほどの評価は受けていないものの、1950年代の終わりに絵柄を変えて描いた別の彩色版『プーさん』も手がけている。

## 作品

### 物語

#### 『クマのプーさん』
『クマのプーさん』（1926年）は前書きと10編のエピソードで構成されている。前書きでは前著『ぼくたちがとても小さかったころ』に触れられるとともに、前述した「ウィニー・ザ・プー」の名の由来や、前作には登場しなかったピグレットについて書かれている。本編の始まりと終わりをはじめ、物語のいくつかの部分で語り手が息子のクリストファー・ロビンに物語を聞かせている場面が挿入されており、これらの場面では「プー」たちは話したり動いたりしない、普通のぬいぐるみとして描かれている。
本編はまず、プーが樹の上の蜜蜂の巣からハチミツを獲ろうとするエピソードからはじまる。プーはクリストファー・ロビンから風船を借り、それに捉まって樹の上まで浮かび上がるが、蜜蜂ではなかったことに気づき、クリストファー・ロビンに鉄砲で風船を撃ってもらい地面にもどってくる。第2章では、プーがラビットの家を訪問してパンをごちそうになるが、お腹が膨れたために出口の穴につっかえてしまい、その穴にはまったまま1週間を過ごすという失敗談が語られる。第3章からは、プーの親友である子豚のピグレットが登場する。この章では、ふたりはプーが雪の中で見つけた謎の足跡をいっしょになって追跡するが、実は自分たちの足跡を追って樹の周りをぐるぐる回っていただけだったことが判明する。プーとピグレットの冒険は第5章でも語られ、ここでは「ヘファランプ」という謎の生き物を捕まえるために、二人で落とし穴を掘るが、その翌日、穴の底に設置したハチミツの壺の誘惑に耐え切れずに自ら罠にはまってしまったプーがピグレットたちによって発見される。
前後の第4章、第6章では、陰気なロバのイーヨーが話題の中心となる。第4章のイーヨーは自分の尻尾をどこかに無くして気を落としており、プーはあちこち探し回った挙句、それがオウルの家の玄関の鈴ひもになっているのを発見する。第6章のイーヨーは、誕生日であるにもかかわらず誰からも祝われないことで気を落としており、プーは中身をすっかり食べてしまったハチミツの壺を、ピグレットは持ってくる途中で割ってしまった風船をプレゼントするが、イーヨーは壺の中に割れた風船が入ることに喜んでプレゼントに夢中になる（その後、語り手はクリストファー・ロビンが誕生日パーティを開いてあげたことを彼に語る）。第7章では新たなキャラクター、カンガルーの親子のカンガとルーが森にやってきたエピソードが語られる。知らないうちに森に移り住んだ彼らにラビットは反感を持ち、プーとピグレットを説得して、まだ幼いルーを連れ去る計画に参加させる。しかしルーの身代わりになったピグレットがカンガによって水風呂に入れられたり、ラビットが連れ去ってきたルーに情が移ってしまうなどして計画は失敗に終わる。
第8章では、彼らを含めた森の仲間たちを大勢ひきつれて、クリストファー・ロビンが北極（ノース・ポール）探検と称するピクニックに出かけ、そこでプーは「北極」（と称する棒（ポール））を発見しクリストファー・ロビンたちから褒め称えられる。第9章ではプーのさらに大きな活躍が語られる。大雨によって洪水が起こった森のなかで、ピグレットは恐怖に駆られて、投瓶通信で救援を頼み、その瓶をプーが偶然拾う。字が読めないプーは、水の上に浮かべた壺に乗ってクリストファー・ロビンのところまで行き、彼に手紙を読んでもらうことでピグレットの窮地を知る。そしてプーのとっさの機転で、クリストファー・ロビンのこうもり傘を逆さにして舟にすることを思いつき、これに乗ってふたりでピグレットのもとに駆けつける。最後の第10章では、このプーの活躍を讃えるためにクリストファー・ロビンが祝賀会を開き、プーに鉛筆のセットをプレゼントする。そして夕日に向かってプーとピグレットがいっしょに帰っていく様子が語られて幕となる。

#### 『プー横丁にたった家』
『プー横丁にたった家』（1928年）は、『クマのプーさん』と同じく前書きにあたる文章と10編のエピソードから構成されている。前書きにあたる部分は「コントラディクション」と題されており、本文では今作で物語が終わりになることが示唆されている。今作では『クマのプーさん』とは異なり、語り手とクリストファー・ロビンが語り合う場面は描かれていない。表題の『プー横丁にたった家』は、本編の最初のエピソードに由来している。この章では雪の降る寒い日に、プーとピグレットはイーヨーのために「プー横丁」と名付けた場所に家を建ててあげようとするが、その家を建てるために使った材料は、イーヨーがすでに自分で建てた家であった。しかし「プー横丁」のほうが場所柄がよかったために、イーヨーは不審に思いながらも満足する。
今作の第2章からは、新たなキャラクターとして虎の子供のティガーが登場する。夜中にプーの家の前に迷い込んできたティガーに、プーはなにか食べ物を与えようとするが、自分のハチミツをあげても、森の仲間たちを訪ね歩いていろいろなものを与えてもどれもティガーは気に入らない。しかし最後に幼いルーが食べていた麦芽エキスが好物だったと判明する。第4章では、ティガーは見得をはってルーとともに木の上に登ったところ降りられなくなってしまう。2匹はクリストファー・ロビンの機転によって、みんなで広げた彼の上着の上に着地することで助けられるが、イーヨーはティガーの下敷きになってしまう。第6章では、イーヨーは川を流れてきて、ティガーから跳ね飛ばされて川に落ちたと主張する。言い合いになった彼らに対して、クリストファー・ロビンはプーが発明した「プー棒投げ」という棒流し遊びをみんなですることを提案し、この遊びを通じて事態は丸く収められる。しかしこのようなティガーの「はねっかえり」な態度が目に余ったラビットは第7章において、彼の態度を正すために、プーたちといっしょに森の中に誘い込んでそこにティガーを置き去りにするという計画をたてる。しかしその過程で自分たちが森の中で迷子になってしまい、ラビットは逆にティガーによって助け出されることになる。
今作ではまた前作とつながりのあるエピソードが第3章に置かれている。ここではプーとピグレットは、前作中で「ヘファランプ」を捉えるために自分たちで掘った落とし穴の中に誤って落ちてしまう。ピグレットは穴の外から声をかけてきたクリストファー・ロビンを「ヘファランプ」と勘違いしておびえ、そのために恥じ入るが、しかし行方不明になっていたラビットの親戚（カブトムシ）をプーの背中に発見して面目を保つ。後半の第8章はピグレットのより大きな活躍が語られている。ここではプーとピグレットは、オウルの家を訪問中、大風によってその家が倒壊したために家の中に閉じ込められてしまう。しかしピグレットは、プーに鼓舞されながらひもを伝って郵便受けから脱出し、プーたちのために救援を呼ぶことに成功する。続く第9章では、家をなくしてしまったオウルのために皆で新しい家を探すが、イーヨーがピグレットの家を空き家と勘違いして報告しにくると、ピグレットは勇気を出してオウルにその家を譲り、以降はプーといっしょの家に住むことに決める。
一方、中盤の第5章には、クリストファー・ロビンが成長しつつあることを示唆するエピソードが置かれている。ここでは森の仲間たちは、クリストファー・ロビンの家の前に張られていた謎の張り紙に困惑するが、後日正しく綴られた張り紙が貼られたことによって、クリストファー・ロビンが午前中勉強をしに出かけているのだということが判明する。やがてクリストファー・ロビンとの別れが近づいていることを感じ取った森の仲間たちは、第10章において会議を開き、クリストファー・ロビンにあてた別れの挨拶として「決議文」を作って彼に渡し、そして彼がそれを読んでいる間に次々と立ち去っていく。残されたプーとクリストファー・ロビンは連れ立って魔法の場所である「ギャレオンくぼ地」に行き、そこでクリストファー・ロビンはプーに世の中の様々なことを話しあう。騎士の話に引かれたプーは、彼に頼んで自分を騎士に叙してもらう。それからクリストファー・ロビンはプーに、自分はもう「なにもしない」をすることができなくなってしまったと告げる。そしてこの場所で再会することを誓いあうと、ふたりはまたどこかへと出かけていく。

### キャラクター
石井桃子訳で原著と名称が違うものは括弧内にカナ表記で併記している。ディズニー版の設定などに関してはディズニー版くまのプーさんのキャラクター一覧を参照。
クリストファー・ロビン、ラビット、オウル以外のキャラクターはぬいぐるみという設定で、挿絵でも体表が体毛ではなく布地のようにのっぺりと描かれている。
くまのプーさん（Winnie-the-Pooh、Edward Bear、Pooh Bear、Pooh）
のんびりやのテディベア。好物はハチミツで、家にハチミツを入れた壺を溜め込んでおり、11時の「ちょっとひとくち」の時間を楽しみにしている。頭はあまり良くなく、字の読み書きもあまりできないが、詩をつくるのが好きで自作の詩をよく口ずさむ。
家の表札には「サンダースさん」と、以前住んでいたとされる人の名前が書かれている。サンダースが本名と書かれたものがあるが誤訳。
ピグレット（コブタ/コプタ、Piglet/Piglit）
プーの親友で、体が小さくて気の弱い子豚。好物はドングリ。森のまんなかにあるブナの木の、そのまんなかにある家に住んでいる。家の近くに"TRESPASSERS WILL BE PROSECUTED"（直訳すると「侵入者は訴追される」で、「通り抜け禁止」の意）と書かれた立札から字が脱落して"TRESPASSERS W"となったものが立っており、ピグレット自身はこれが自分の祖父の名前"Trespassers William"（直訳すると「侵入者のウィリアム」、石井桃子による日本語訳では「トオリヌケ キンジロウ」）だと思っている。
イーヨー (Eeyore)
暗くてひねくれもののロバ。周りのものに処世訓をたれるのを好む。森のすみの湿っぽい場所にいたが、プーとピグレットによって新たに家が建て直されてからは「プー横丁」と名づけられた場所に住むようになる。アザミが好物。
ティガー（トラ―、Tigger）
ラビットと親友で、ある日突然森にやってきた虎の子供。きかん気（はねっかえり）が強く森の仲間の一部から少し厄介がられている。体は大きいが実際はルーと同じくらい幼く、ルーといっしょにカンガに面倒を見られることになる。麦芽エキスが好物。
ラビット（ウサギ、Rabbit）
ティガーと親友で、砂地の土手の穴に住んでいる利口者のウサギ。計画をたてたり指図したりすることを好む。様々な種類の動物からなるたくさんの親戚がいる。
カンガ（Kanga）とルー（Roo）
いつの間にか森に住みつくようになったカンガルーの母子。
子供のルーはまだ幼く、やんちゃな性格。
母親のカンガはのちにティガーの面倒もいっしょに見るようになる。
クリストファー・ロビン（Christopher Robin）
森のはずれの高台に住んでいる少年。字の読み書きができ、いつも名案を思いつくので森の仲間たちからたよりにされている。彼自身も特にプーのことを気にかけてよく面倒をみている。
オウル（フクロ/クフロ、Owl/Wol）
百エーカーの森に住んでいるフクロウ。難しい言葉を好んで話す。難しい字の読み書きが（ある程度）できるので森の仲間たちから尊敬されている。

## 出版と反響

### シリーズの出版
『クマのプーさん』の物語はまず1925年12月24日、『イヴニング・ニュース』紙のクリスマス特集号に短編作品として掲載された。これは『クマのプーさん』の第一章にあたる作品で、このときだけは挿絵をJ. H. ダウドがつけている。その後作品10話と挿絵が整い、刊行に先駆けて「イーヨーの誕生日」のエピソードが1926年8月に『ロイヤルマガジン』に、同年10月9日に『ニューヨーク・イヴニング・ポスト』紙に掲載されたあと、同年10月14日にロンドンで（メシュエン社）、21日にニューヨークで（ダットン社）『クマのプーさん』が刊行された。前著『ぼくたちがとてもちいさかったころ』がすでに大きな成功を収めていたこともあり、イギリスでは初版は前著の7倍に当たる3万5000部が刷られた。他方のアメリカでもその年の終わりまでに15万部を売り上げている。ただし依然として人気のあった前著を売り上げで追い越すには数年の時間を要した。
『プーさん』の人気を受けて、ミルンは1927年に刊行されたシリーズ3作目にあたる童謡集『ぼくたちは六歳』 (Now We Are Six) でも、歴史的人物などとともに『プーさん』のキャラクターをあちこちに登場させた。1928年に『プー横丁にたった家』 (The house at Pooh Corner) が刊行されると、『プーさん』の続編としてロンドン、ニューヨークで爆発的な人気を博した。人気キャラクターであるティガーや「プー棒投げ」のエピソードが登場する『プー横丁』は、今日ではシリーズ4作のうちでもっとも人気のある作品となっている。これらの『クマのプーさん』のシリーズは、刊行当時から種々の限定版を含めさまざまな種類の版が現在と同じように作られ、コレクターによる収集の的となった。前述のように、後年にはシェパード自身の手による2種類の彩色版も作られている。

### 歌・朗読と舞台
シリーズの出版に加えて、物語のなかにしばしば登場するプーの詩（鼻歌）は、フレーザー・シムソンによって曲が付けられ、1929年に『プーの鼻歌』としてミルンの序文つきで出版されている。シムソンはチェルシーでのミルン家の隣人であり、『ぼくたちがとてもちいさかったころ』『ぼくたちは六歳』の詩にもそれぞれ曲をつけている。これらの詩や鼻歌は、高名なバリトン歌手であったディル・スミスをはじめ、ヴェラ・リン、ロバート・ティアーなど様々なプロの歌手がレコードやテープに吹き込んだ。
プーの物語ははじめから朗読されることを意識して書かれていたということもあり、『クマのプーさん』の出版前にドナルド・カスロップがラジオで朗読したのをはじめとして、物語の朗読レコードやテープも数多く作られた。A.A.ミルン自身の朗読レコードも作られたが、クリストファー・ミルンは父の朗読を「一本調子」と評している。BBCのラジオ放送ではノーマン・シェリーがプーの役を演じたが、A.A.ミルンは彼の演技を高く評価し、ミルンの葬儀では彼によるミルンの詩の朗読・歌唱が行われた。
物語の人気に答えて、プーの物語は舞台化も行われ、まだ幼いクリストファー・ミルンもチャリティーのマチネー興行に自分役で何度も登場した。しかしマスコミの取材がクリストファーやミルン家に殺到するようになったことは、後述するようにミルンが児童文学から身を引くことを決める一因となった。

### 批評や政治的揶揄への転用
『プーさん』のシリーズは大衆的な人気とともに批評的にも成功を収めていたが、しかしすべての人間が好意をもって迎え入れたわけではなかった。すでに『僕たちは六歳』を「気取っていて、平凡で、下手」と酷評していたアメリカ合衆国の詩人ドロシー・パーカーは、『プー横丁にたった家』の出版の際『ニューヨーカー』誌上において、「鼻歌っぽく」という最初のエピソードに登場する言い回しをあげつらい「アイドクチャはここではやくもゲーゲーしたのです」とひとり嫌悪をあらわにしている（「愛読者」（Constant Reader）は彼女のペンネーム）。ミルンはのちの自伝『もう遅すぎる』（1938年）の中で彼女の批判に短く触れ、「プー」の本が子供のための本であり、そして「洗練された読者」であるパーカーに気に入られるために、子供にそっぽを向く児童文学作家などいはしない、と記している。
1963年、『プー』の出版元であるダットン社から、『プー・パープレックス』（困りものプー）と題する論文集が出版された。この本は様々な論者による文芸解釈の手引書の形を取っているが、実際にはどの作者も、本式の学者である著者フレデリック・クルーズが演じる架空の学者であり、文芸批評をおちょくった一種のパロディ本であった。この本はその後10年間「プー」に対する批評を沈黙させたと言われている。フレデリック・クルーズはその後2001年に、『プー・パープレックス』の続編にあたる『ポストモダン・プー』をニューヨークのノースポイント・プレスから刊行している。この本は学会フォーラムにおける複数の学者のスピーチをまとめたという体裁の論文集で、やはりすべての論文著者がクルーズが演じる架空の学者であり、ポスト・コロニアリズムや脱構築といった、『パープレックス』以降に発展した批評理論が取り扱われている。
政府がインターネットを検閲・規制している中国では2013年に習近平総書記がオバマ大統領と歩く画像がくまのプーさんとティガー（作品に登場するトラ）と並び歩く画像と一緒に投稿されたのが契機となって習近平をプーさんになぞらえる投稿が多くなった。2017年7月プーさんの画像検索や中国語表記「維尼熊」を含むメッセージ送信が一時できなくなった。同時期にドラえもんのジャイアンの中国語表記「胖虎」も検索不可能にされており、これらは最高指導者の習近平中国共産党総書記と容姿が似ているとネットで指摘されたために規制対象になったと一部メディアは推測している。2019年にアメリカのテレビアニメ『サウスパーク』が第299話『中国の大市場』で中国における検閲に追従するディズニーとあわせてこれを諷刺したところ中国政府から放送を全面的に禁止されて話題となった。

### 翻訳、解説本、後世の続編
『クマのプーさん』シリーズは着実に翻訳されていき、現在では『プー』が翻訳された言語は30を超える。翻訳では、1958年にアレクサンダー・レナードによる「ラテン語訳」『ウィニー・イッレ・プー』が出版されている。これはもともとレナードが娘たちのためのラテン語教材として書きはじめたものであったが、自費出版で知人に配ったところ反響が大きかったため出版を決め、はじめにスウェーデンで、1960年にニューヨークで出版され、外国語で書かれた本としてははじめてニューヨークでベストセラーとなった。1980年には同じ訳者による『プー横丁にたった家』のラテン語訳『ドムス・アングリ・プエンシス』も出版されている。
日本では石井桃子による訳『熊のプーさん』が1940年に岩波書店により出版され、1942年には『プー横丁にたつた家』が出版された。石井が『クマのプーさん』シリーズの翻訳を始めたきっかけは1933年、石井が親交のあった犬養家で『プー横丁にたった家』の原書を偶然手に取ったことからである。その後敵性国の文学とされ一度は絶版になるが、戦後に英宝社が翻訳権を獲得し、1950年に石井訳が『熊のプーさん』『プー横丁』として出版。英宝社版では村岡花子が推薦文を寄せていた。その後再び岩波書店の岩波少年文庫から石井訳が『クマのプーさん』（1956年）『プー横丁にたった家』（1958年）として出版される。日本は戦後、英米の児童書が子供の読書の大部分を占める状況となり、石井訳の『プー』も広く受け入れられた。1953年には教育画劇から石井の脚色、西原ひろしの絵による紙芝居版『熊のプーさん』、1959年にはフレーベル館から石井の文、武井武雄の絵による『キンダーブック くまのぷーさん』も出版されている。なおあまり知られていないが、『小熊のプー公』というタイトルで松本恵子が訳したものも1941年に新潮文庫から出ている。2017年5月に日本国内における原著の著作権が切れたことに伴い、同年6月には『クマのプー』の題名で直木賞作家・森絵都による新訳本が角川文庫より出版された（続いて『プー通りの家』も出版）。他にも阿川佐和子による訳本『ウィニー・ザ・プー』『プーの細道にたった家』が新潮社から出版されている。
1982年、ベンジャミン・ホフによる『タオのプーさん』が刊行された。これはニューエイジ思想を背景とした大衆向けの解説書で、プーさんの物語を引用しつつ、その物語をタオイズム（道教）によって絵解きするという体裁を取っている。この本を先駆けとして、『プーさん』のキャラクターを用いた哲学、心理学やビジネスの解説書が数多く作られるようになった。
2009年10月、『くまのプーさん』の正式な続編として『プーさんの森にかえる』がエグモントブックス社（イギリス）およびダットン社（アメリカ合衆国）から刊行された。作者はデイヴィッド・ベネディクタス、挿絵はマーク・バージェスで、ディズニーから続編に関する権利を取り戻したミルンの知的所有権管理者からの許諾を受けており、物語、挿絵ともにそれぞれミルンとシェパードのスタイルを踏襲したものとなっている。日本では2010年にこだまともこ訳で小学館より刊行された。
2010年代後半から2020年代前半にかけて、世界各国で著作権の保護期間が相次いで終了し、パブリックドメイン化された。これを受けて、2023年に本作を基にしたホラー映画『プー あくまのくまさん』が制作された。

## ミルン親子と『プーさん』
『クマのプーさん』の続編『プー横丁にたった家』を発表して間もなく、ミルンは「章のおわり」というエッセイの中で児童文学との訣別を宣言した。作品の大きな好評を得ていたにもかかわらずミルンがこの分野から離れる決意をしたのは、一つには新たな分野に挑戦し続けたいという冒険心であり、一つには息子クリストファーのプライバシーがマスコミによって侵害されはじめたことに危惧を抱いたためであった。ミルンの手を離れて以降も、「プー」シリーズは版を重ね続け、またそのキャラクター商品が多数作られるなどして、その人気はひとり歩きしていく。しかしこうして作品が脚光を浴び続ける一方で、「プーさん」は作者のミルンと息子クリストファーの以後の人生に暗い影を落とすことにもなった。
ミルンは児童文学との決別を宣言して以降、大人向けの戯曲や様々なジャンルの小説を手がけていくが、もともとは子供のためにほんの手すさびで書いた「プー」シリーズに匹敵するような成功を収めることは二度となく、その後半生は失意の連続であった。1939年に発表した自伝の中では、ミルンは次のように自嘲している。
| 「                                        | 見識ある批評家が指摘するように、私の最新の戯曲の主人公は、ああ神さま、『クリストファー・ロビンがおとなになっただけ』なのだ。つまり、子どものことを書くのをやめても、今度はわたしがかつて子どもだった人びとのことを書きつづけるのだという。わたしにとって子どもとはたいした妄想になったものだ ! | 」 |
| —A.A.ミルン（『今からでは遅すぎる』より） | |    |

1955年にミルンが死去すると、太平洋の両岸でいくつもの長い追悼文が発表されたが、「プーさん」以外の業績を中心にして彼を讃えたのは古巣の『パンチ』一誌のみであった。
さらに「プーさん」は、息子クリストファー・ミルンのその後の人生にも重荷となってのしかかった。少年時代のクリストファーは、「おやすみとお祈り」をクリストファーに歌わせて製作されたレコードがもとで級友にからかわれたりといったことはあったものの、依然として父への尊敬を失うことなく過ごしていた。しかしその後、兵役を経て、父と同じケンブリッジを卒業したクリストファーは、父と同じようにユーモア作家を目指して雑誌に持ち込んだりといったことをはじめたもののほとんど断られ、それから就いた家具買い付けの見習いもすぐに解雇されてしまうなど、実社会において苦労と挫折を重ねていくことになる。そうした経験を積むうちに、クリストファーはしだいに父に対する嫉妬や怒りを感じるようになっていった。
| 「                                                          | 父は自分の努力で自分の道をきりひらいたが、それはその背後にだれかが従うことができる道ではなかった。だが、ほんとうに父ひとりの努力だったのだろうか？ わたしもそのどこかに貢献したのではなかったか？ 自分が持ちあわせている才能を使いたいと思ってくれる雇用主を求めてロンドン中をとぼとぼと歩きまわり、すっかり悲観的になっていたころ、わたしはこう思っていた。父は幼いわたしの肩にのぼり、父がいまある地位にまでのぼりつめたのだと。父がわたしの名誉を盗み、わたしには、父の息子であるという空っぽの名声だけをのこしてくれたのだと。 | 」 |
| —クリストファー・ミルン（『クマのプーさんと魔法の森』より） | |    |

1948年、クリストファーは両親の反対を押し切って、ミルン夫妻と絶縁状態にあった親戚の娘と結婚する。そしてコッチド・ファームから200マイル離れたデヴォン州ダーツマスで書店の経営をはじめることによって自立を勝ち取ったが、そのためにミルンとクリストファーとはミルンの死まで絶縁状態が続いた。クリストファーが父との精神的な和解を果たしたのは、1974年に出版された『魔法にかけられた場所』にはじまる一連の自伝執筆を通してであった。後年のクリストファーは、父の記念碑の除幕式など、「プー」関連のさまざまな企画に参加している。彼はデヴォンで妻子と暮らしながら執筆活動を続け、1996年に75歳でその生涯の幕を閉じた。

## 商品化権とディズニー
『クマのプーさん』のキャラクターは、すでに1920年代から人形やぬいぐるみ、文房具、カレンダー、バースデイブックといった様々な商品に用いられ一産業として発展していった。1930年1月にはキャラクターライセンス事業の先駆者であるステファン・スレシンジャーが、アメリカ合衆国とカナダにおける『プーさん』のグッズ制作や翻案、広告等に関するものを含む商品化権を、1000ドルの前払い金と売り上げの66パーセントを支払う契約で購入した。1931年11月までには「プー産業」は年間5000万ドルを売り上げる一大事業となっている。スレジンジャーの会社はその後30年にわたって「プー」のグッズ販売を行っていた。
1961年、ウォルト・ディズニー・カンパニーは、スレジンジャーの死後に商品化権を保持していた彼の妻シャーレイ・スレシンジャー、およびミルンの妻ダフネ・ミルンと「プー」の商品化に対する使用許可契約を結び 、1966年に「プーさん」の初の短編アニメーション映画「プーさんとはちみつ」を公開した。しかしこのアニメーション作品は、キャラクターたちはたいていアメリカ中西部のアクセントでしゃべり、プーの親友ピグレットの代わりに生粋のアメリカ的キャラクターとしてゴーファー（ジリス）という原作にないキャラクターが投入され、クリストファー・ロビンは髪を短くしていかにもアメリカ的な少年として描かれ、原作にあったミルンの詩は排除されてシャーマン兄弟の楽曲に差し替えられるなど、そのアメリカ的な解釈がイギリスで批判の的となった。イギリスの映画評論家フィリックス・パーカーは、この映画に対してクリストファー・ロビンの声を標準的なイギリス南部の発音にして吹き込み直すことを求めるキャンペーンを『イヴニング・ニューズ』紙で展開し、『デイリー・メイル』紙でもその運動に対する支持が表明された。さらにクリストファー・ミルンからも賛同の手紙が寄せられ、結果としてディズニーにクリストファー・ロビンの声を吹き替えさせることに成功した。
その後、ディズニーはピグレットを登場させた「プーさんと大あらし」（1968年）をはじめ、短編・長編映画やテレビシリーズなど数多くの映像作品を製作している。当初は概ね原作に沿った内容で作られていたが、のちにはオリジナルストーリーも作られ、ゴーファーのほかにも小鳥のケシー、「ゾゾ」のランピーといったオリジナルキャラクターが加えられた。ディズニー版の「くまのプーさん」はアメリカでは強く支持され、「プーさん」はミッキー・マウスと並ぶ人気を持つディズニーキャラクターとなっている。のちにシェパードの挿絵の価値に気づいてからは、ディズニーはシェパードの絵の商品化権も買収し、「クラシック・プー」と言われるキャラクターグッズの販売も行っている。1998年には「くまのプーさん」のキャラクター関連グッズの売り上げがミッキーマウスを上回り、ディズニーキャラクターの首位となった。日本でも人気が高く、キャラクター・データバンクが行った2002年のキャラクターグッズ購入調査では、ハローキティ、ミッキーマウスなどを抑えて首位となっている。
一方、そのキャラターグッズの莫大な利益について、スレシンジャー社とディズニーとの間でたびたび訴訟が起こっている。最初の訴訟は1991年、スレシンジャー社がディズニーに対して起したもので、1983年に両社で結んだ契約に違い、ディズニーが商品化権使用料の一部を支払っていないという訴えである。この訴訟では訴えの商品化権料の金額が正確かどうか、そしてビデオやゲームソフトが1983年の契約に含まれるかどうかが争点となったが、2004年5月、ロサンジェルス上級裁によりスレシンジャー側の訴えを棄却する判決が下された。1991年にはE.H.シェパードの孫により、スレシンジャー社との契約破棄を求める訴えが、1998年にはミルンの孫娘クレア・ミルンにより同様の訴えがなされているが、前者は2007年2月、後者は2006年6月にスレシンジャー社側の権利を認める判決が下されている。

## 遺産

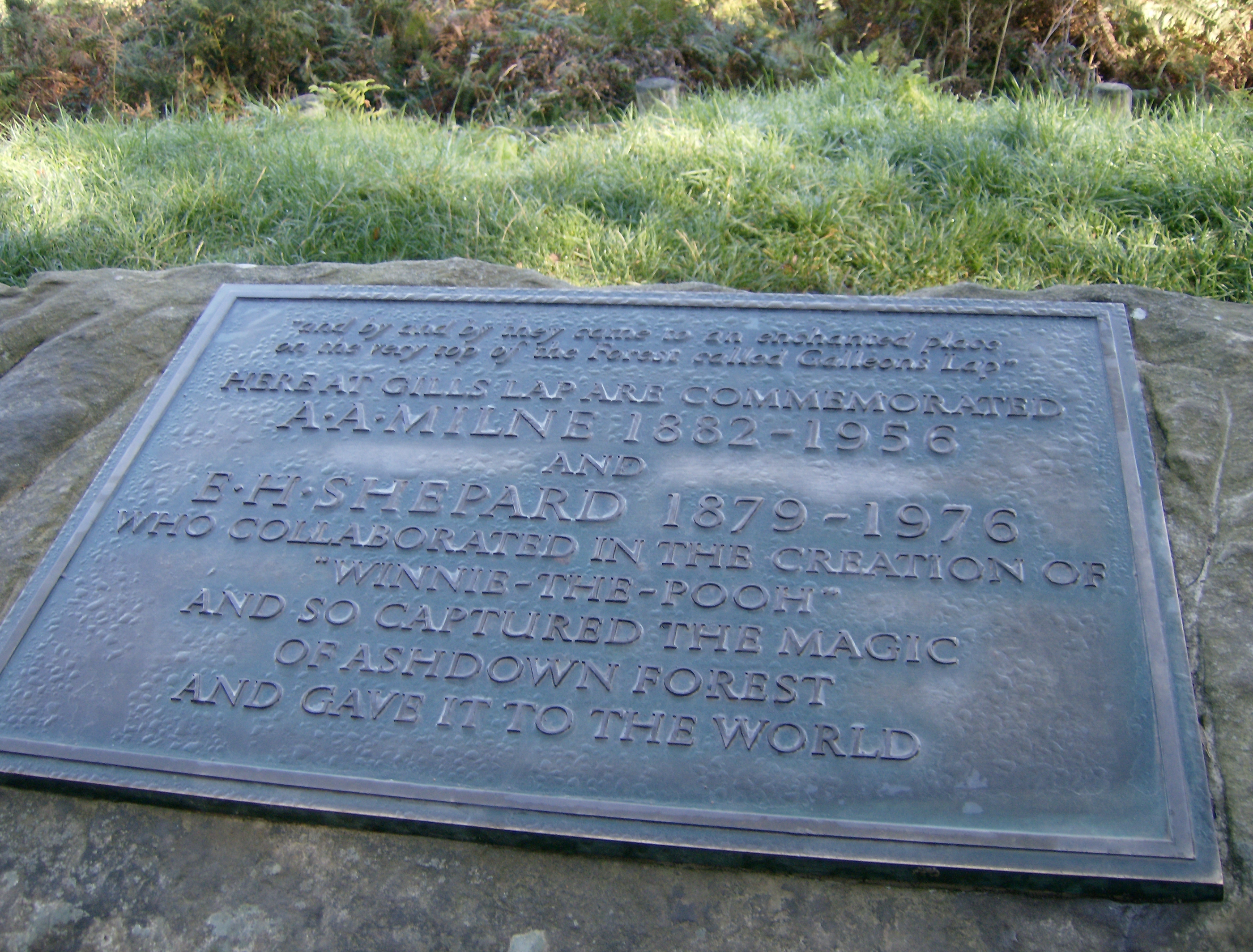
ギルズ・ラップにあるミルンとシェパードの記念プレート。

『クマのプーさん』の舞台となったハートフィールド村近郊の森は、現在観光地として多くの愛読者が訪れ、作品世界を追体験して回っている。ポッシングフォードの森にはプーたちが棒投げをして遊んだ橋のモデルとなった「プー棒投げ橋」があり、観光者が実際に「プー棒投げ」をして遊ぶ様子を見ることができる。ギャレオン・ラップのモデルとなったジルズ・ラップにはA.A.ミルンとシェパードの記念碑が、案内板もなくひっそりとつくられている。付近からは「ノース・ポール」と呼ばれる、マツの木が集まって生えている場所を眺めることもできる。「100エーカーの森」のモデルになった「500エーカーの森」は1987年のハリケーンによって多くの古木を失ってしまったが、シェパードの描いた情景を連想させる風景はなおも残されている。村の雑貨店「プーコーナー」（プー横丁）はプー・グッズで溢れており、夏の間は多数の観光客で賑わうが、秋になると地元の子供がときおり訪れるくらいになるという。

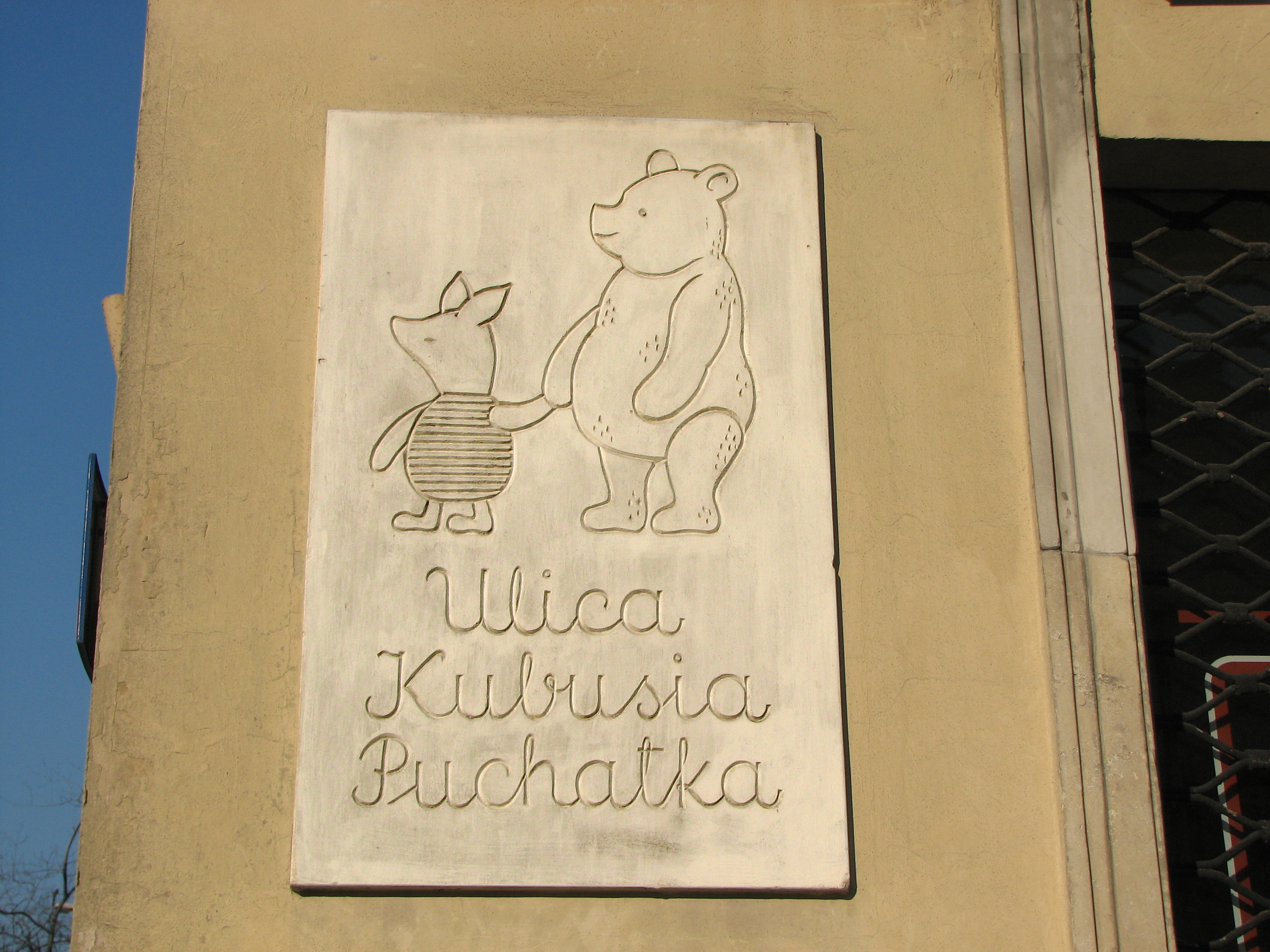
ワルシャワ中心街「クーブシュ・プハーテック通り」の街路表示板

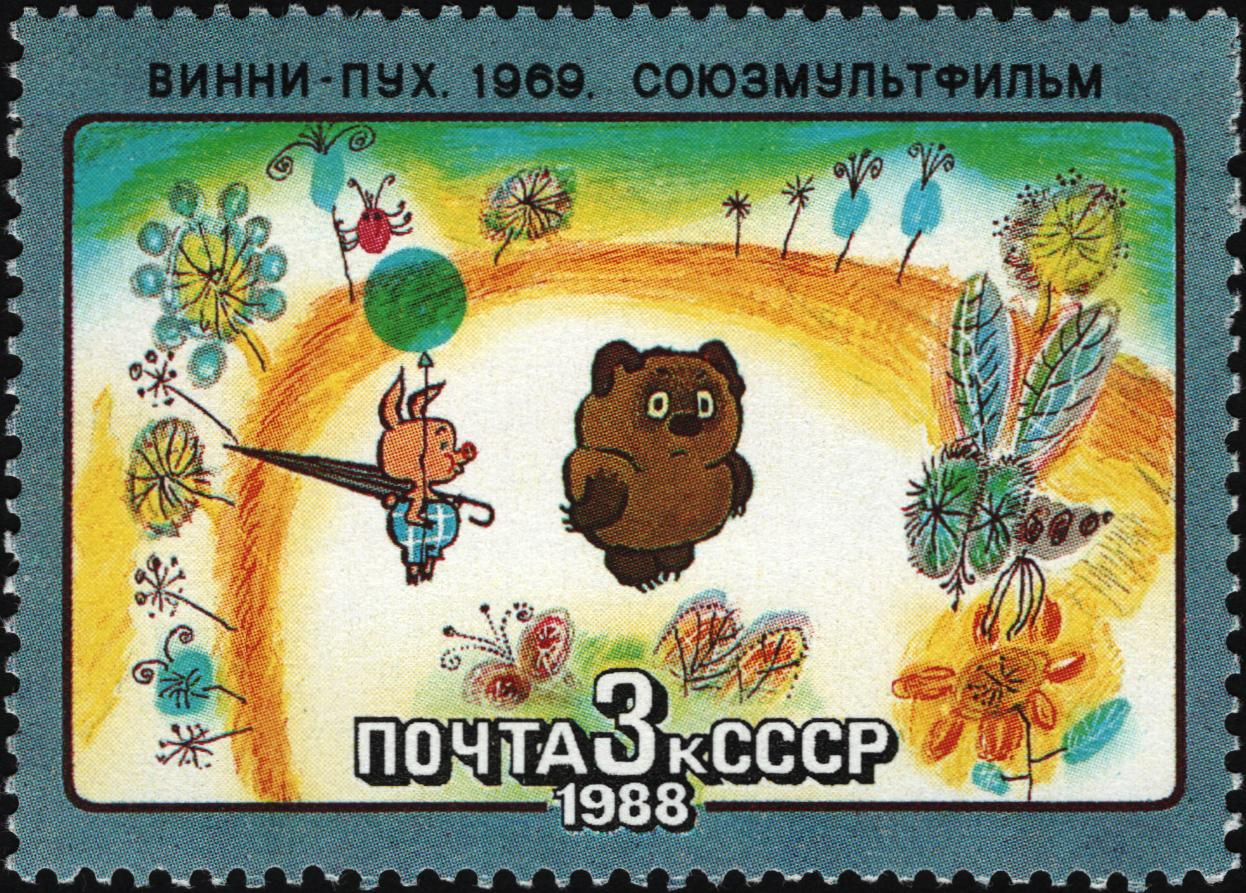
ソ連版アニメ『ヴィンニ＝プーフ』の切手（1988年）

『クマのプーさん』の物語とキャラクターは、イギリスでは誰にもなじみのあるものとしてしばしば言及され、「イーヨーのようにぶつくさ話す」「ティガーのようにはねまわる」「ヘファランプのわな」のように比喩に使われることも多い。例えば詩人フィリップ・ラーキンはニュージーランド版『リスナー』誌で「イギリス詩のイーヨー」と呼ばれ、実業家ロバート・マックスは『スペクテイター』誌で「はねっかえりティガー」と呼ばれた。トム・ストッパードの戯曲『ハップグッド』（1988年）には、「あなたはティガーのようにはねまわった」というセリフが出てくる。またクライブ・ジェイムズは、危機に瀕したイギリス人を描写した文章で「こわがるプーとピグレットのように、彼らは鼻歌を歌い続ける」といった表現を用いている。
ポーランドでは「クーブシュ・プハーテック」（波: Kubuś Puchatek）あるいは単に「クーブシュ」と呼ばれて第二次世界大戦の前から親しまれている。クーブシュはヤークプ（Jakub 、聖書名のヤコブに相当）の愛称形、プハーテックはプーフ（Puch）の指小形で「プーさん」と同様のニュアンスがある。首都ワルシャワの中心街には「クーブシュ・プハーテック通り」（Ulica Kubusia Puchatka）がある。
ロシア(ソ連)では1969年から1972年にかけて、ディズニー版とは別に、『ヴィンニ＝プーフ』（露: Винни-Пух）という総題で3作の短編アニメーションが作られている。なお、ヴィンニ（Vinni）は英語綴りの Winnie を、プーフ（Pukh）は同じく Pooh を転写したもので、スラブ語には冠詞が無いため the は省かれている。
プーの外見が大きく異なり、原作に比べると目が大きい他、全身こげ茶色で毛深い（手に爪もある）などより本物の子熊らしい造形になっているが、彼以外のキャラのデザインはラビット（ウサギ）が眼鏡をかけている他は原作絵本の挿絵に近い。内容はいずれも第1巻の話がベースになっており、第1話が第1章（プーが風船ではちみつを取る話）、第2話が第2章（プーが食べ過ぎで穴に詰まる話）、第3話が第4章と6章（誕生日を祝ってもらえず尻尾も無くし憂鬱なイーヨーにプレゼントを渡す話）となっており、基本的に第3話で2つの話を混ぜてある以外流れは原作そのままに近いが、クリストファー・ロビンは登場せず、第1話から登場するピグレット（コブタ）がそのポジションを兼任している。プーさんの声優はSF映画『不思議惑星キン・ザ・ザ』の宇宙人役などで著名なソ連を代表するコメディ俳優のエフゲニー・レオーノフが担当している。
音楽では、ケニー・ロギンスが本作品に基づく「プー横丁にたった家」という歌を作っており、はじめにニッティ・グリッティ・ダート・バンドの1970年のアルバム『Uncle Charlie & His Dog Teddy』にこの歌が収録されたのち、ロギンス&メッシーナの1971年のアルバム『Sittin' In』にも収録された。ロギンスはのちにこれをリライトして「プー横丁に帰る」という歌も作っており、1991年の同名のアルバムに収録された。ロギンスはその後、2000年のディズニー版映画『ティガー・ムービー』で主題歌「Your Heart Will Lead You Home」も歌っている。またイタリアのプログレッシブ・ロックバンド「イ・プー」のバンド名は本作品に由来する。

### 日本文学への影響
大江健三郎は、知的障害を持つ息子・大江光を自身の小説に登場させる際に、しばしば「イーヨー」をその名前として使っている。この名の初出は『われらの狂気を生き延びる道を教えよ』（1969年）である。現実の光は大江家では本作に由来する「プーちゃん」のあだ名で呼ばれていたが、大江は小説に用いるに当たって同作の別のキャラクターの名前に変えたのだという。1983年の『新しい人よ眼ざめよ』の最後では、彼が「イーヨー」の名を拒んで「光」と本名で呼ばれるようになった場面が描かれており（この部分は大江光が現実に「プーちゃん」のあだ名を拒むようになった経緯をもとにして書かれている）、以降の大江の作品では、例外的なものを除いて「光」「ヒカリ」などの名が主に用いられるようになった。
高橋源一郎は、「さよならクリストファー・ロビン」と題する短編小説を2010年に発表している（『新潮』1月号）。この作品では様々な物語の登場人物が自分が物語の登場人物に過ぎないことを自覚し始めた世界を描いており、「プーさん」の登場人物たちは「虚無」に対抗するために自分自身で自分たちの物語を書き続けるものの、最終的には全員が書くことを諦めてしまう。高橋は本作を表題作とする短編集『さよならクリストファー・ロビン』（2012年、新潮社）で第48回谷崎潤一郎賞を受賞している。